# Martin Walker

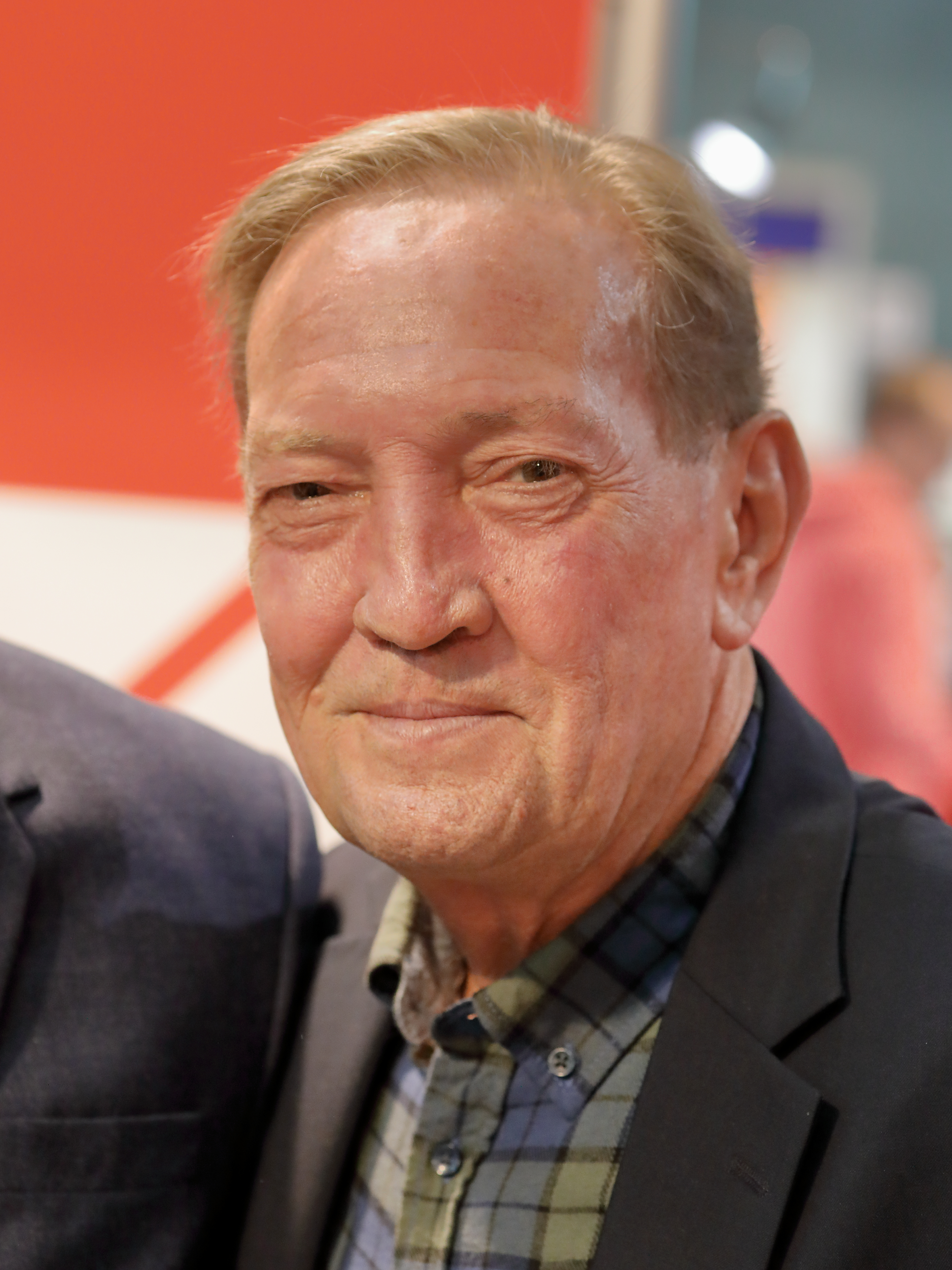
Martin Walker (2019)

Martin Walker (* 1947 in Schottland) ist ein schottischer Historiker, politischer Journalist und Schriftsteller. Er wohnt mit seiner Familie in Le Bugue in der südfranzösischen Landschaft Périgord.

## Leben
Walker studierte am Balliol College der Universität Oxford Geschichte und wechselte später an die Harvard University, um Internationale Beziehungen und Wirtschaft zu studieren. Nach seinem erfolgreichen Abschluss suchte er sich eine Anstellung als Redakteur bei der britischen Tageszeitung The Guardian, wo er 25 Jahre lange tätig war.
Vor einigen Jahren trat Walker in Washington, D.C. in das Global Business Policy Council ein, eine Denkfabrik der Unternehmensberatung A.T. Kearney, in der er als Senior Fellow geführt wird.
In Ergänzung zum journalistischen Schaffen konnte Walker mit den Jahren mehrere wichtige Werke über den Kalten Krieg, die Perestroika, aber auch über die USA veröffentlichen. 1999 zog er mit seiner Ehefrau Julia Watson und der Familie ins Périgord, inspiriert von dessen Historie und seinen Bewohnern, entstand 2008 sein erster Kriminalroman Bruno – Chef de police. Seine Bruno-Romane erschienen in 18 Sprachen.
Ebenfalls im Périgord spielt der historische Roman Schatten an der Wand, der 2012 erschien.
Mit seinem Zukunftsthriller Germany 2064 stand Walker mit seinem Roman auf der Shortlist um den Deutschen Wirtschaftsbuchpreis 2015.
Neben Englisch und Französisch spricht Martin Walker auch Deutsch.

## Werke (Auswahl)
Belletristik
- The Caves of Périgord. Simon & Schuster, New York 2002, ISBN 1-4391-8123-3.
  - dt. Schatten an der Wand. Diogenes, Zürich 2012, ISBN 978-3-257-06843-6.
- Germany 2064. Diogenes, Zürich 2015, ISBN 978-3-257-06939-6.

Bruno-Zyklus
Der „Dorfpolizist“ – wie er sich selber nennt – Benoît Courrèges, gemeinhin bekannt als Bruno, ermittelt in der fiktiven Kleinstadt Saint-Denis in der historischen Region Périgord in Südfrankreich. Bruno untersteht als Gemeindepolizist direkt dem Bürgermeister des malerischen Ortes an der Vézère, einem Nebenfluss der Dordogne. Er war stets auf alle Eventualitäten vorbereitet, auf fast alle, was häufig Konflikte mit übergeordneten Polizeibehörden mit sich bringt.
- 1 – Bruno, chief of police. Quercus, London 2008, ISBN 978-1-84724-507-6.
  - dt. Bruno, Chef de police. Übersetzung Michael Windgassen. Diogenes, Zürich 2009, ISBN 978-3-257-06699-9.
- 2 – The dark vineyard. Quercus, London 2009, ISBN 978-1-84724-915-9.
  - dt. Grand cru. Zweiter Fall für Bruno, Chef de Police. Übersetzung Michael Windgassen. Diogenes, Zürich 2010, ISBN 978-3-257-06750-7.
- 3 – Black diamond. Quercus, London 2010, ISBN 978-0-85738-053-1.
  - dt. Schwarze Diamanten. Der dritte Fall für Bruno, Chef de Police. Übersetzung Michael Windgassen. Diogenes, Zürich 2011, ISBN 978-3-257-06782-8.
- 4 – The Crowded Grave. Quercus, London 2011, ISBN 978-1-84916-321-7.
  - dt. Delikatessen. Der vierte Fall für Bruno, Chef de Police. Übersetzung Michael Windgassen. Diogenes, Zürich 2012, ISBN 978-3-257-80325-9.
- 5 – The Devil’s Cave. Quercus, London 2012, ISBN 978-1-78087-068-7.
  - dt. Femme fatale. Der fünfte Fall für Bruno, Chef de Police. Übersetzung Michael Windgassen. Diogenes, Zürich 2013, ISBN 978-3-257-06862-7.
- 6 – The Resistance Man. Quercus, London 2013, ISBN 978-1-78087-072-4.
  - dt. Reiner Wein. Der sechste Fall für Bruno, Chef de police. Übersetzung Michael Windgassen. Diogenes, Zürich 2014, ISBN 978-3-257-06896-2.
- 7 – Children of War. Quercus, London 2014, ISBN 978-1-84866-401-2.
  - dt. Provokateure. Der siebte Fall für Bruno, Chef de police. Übersetzung Michael Windgassen. Diogenes, Zürich 2015, ISBN 978-3-257-06928-0.
- 8 – The Dying Season. Quercus, London 2015, ISBN 978-1-84866-406-7.
  - dt. Eskapaden. Der achte Fall für Bruno, Chef de police. Übersetzung Michael Windgassen. Diogenes, Zürich 2016, ISBN 978-3-257-06968-6.
- 9 – Fatal Pursuit. Quercus, London 2016, ISBN 978-1-101-94678-7.
  - dt. Grand Prix. Der neunte Fall für Bruno Chef de police. Übersetzung Michael Windgassen. Diogenes, Zürich 2017, ISBN 978-3-257-06991-4.
- 10 – The Templars’ Last Secret. Quercus, London 2017, ISBN 978-1-78429-466-3.
  - dt. Revanche. Der zehnte Fall für Bruno Chef de police. Übersetzung Michael Windgassen. Diogenes, Zürich 2018, ISBN 978-3-257-07025-5.
- 11 – A Taste for Vengeance: Bruno, Chief of Police 11. Quercus, London 2018, ISBN 978-1-78648-612-7.
  - dt. Menu surprise. Der elfte Fall für Bruno, Chef de police. Übersetzung Michael Windgassen. Diogenes, Zürich 2019, ISBN 978-3-257-07063-7.
- 12 – The Body in the Castle Well: Bruno, Chief of Police 12. Quercus, London 2019, ISBN 978-1-78648-576-2.
  - dt. Connaisseur. Der zwölfte Fall für Bruno, Chef de police. Übersetzung Michael Windgassen. Diogenes, Zürich 2020, ISBN 978-3-257-07128-3.
- 13 – A Shooting at Chateau Rock: The Dordogne Mysteries 13. Quercus, London 2020, ISBN 978-1-78747-768-1.
  - dt. Französisches Roulette. Der dreizehnte Fall für Bruno, Chef de police. Übersetzung Michael Windgassen. Diogenes, 2021, ISBN 978-3-257-07118-4.
- 14 – The Coldest Case: The Dordogne Mysteries 14. Quercus, London 2021, ISBN 978-1-78747-774-2.
  - dt. Tête-à-Tête: Der vierzehnte Fall für Bruno, Chef de police.  Übersetzung Michael Windgassen. Diogenes, 2022, ISBN 978-3-257-07199-3.
- Bruno's Challenge & Other Dordogne Tales. Quercus, London 2021, ISBN 978-1-5294-1814-9.
  - dt. Bruno, Chef de cuisine. Und andere Geschichten aus dem Périgord. Übersetzung Michael Windgassen. Diogenes, 2023, ISBN 978-3-257-07270-9.
- 15 – To Kill a Troubadour. Knopf, New York 2022, ISBN 978-0-593-31979-6.
  - dt. Troubadour: Der fünfzehnte Fall für Bruno, Chef de police. Übersetzung Michael Windgassen. Diogenes, 2023, ISBN 978-3-257-07237-2.
- 16 – A Chateau Under Siege. 2023.
  - dt. Im Château. Der sechzehnte Fall für Bruno, Chef de police. Übersetzung Michael Windgassen. Diogenes, Zürich 2024, ISBN 978-3-257-07288-4.
- 17 – A Grave in the Woods. 2024.
  - dt. Déjà-vu. Der siebzehnte Fall für Bruno, Chef de police. Übersetzung Michael Windgassen. Diogenes, Zürich 2025, ISBN 978-3-257-07334-8.

Ratgeber
- Brunos Kochbuch – Rezepte und Geschichten aus dem Périgord. Diogenes, Zürich 2014, ISBN 978-3-257-06914-3.
- Martin Walker und Julia Watson: Brunos Gartenkochbuch. Diogenes, Zürich 2019, ISBN 978-3-257-07090-3.

Sachbücher
- Clinton. The president they deserve. Fourth Estate Books, London 1996, ISBN 1-85702-415-X.
- The cold war. A history. Holt, New York 1994, ISBN 0-8050-3190-1.
- Daily sketches. Muller Edition, London 1978, ISBN 0-584-10341-7.
- George Bernard Shaw, Pygmalion. Notes. York Press, London 2003, ISBN 0-582-77270-2.
- Makers of the American century. Vintage Press, London 2001, ISBN 0-09-927622-4.
- Powers of the press. Quartet Books, London 1982, ISBN 0-7043-2271-4.
- Martin Walker’s Russia. Despatches from „The Guardian“ correspondent in Moscow. Abacus, London 1989, ISBN 0-349-10042-X.
- William Shakespeare, Julius Caesar. York Press, London 2003, ISBN 0-582-77269-9.

## Film
- Martin Walker. Mein Périgord. Dokumentarfilm, Österreich, 2012, 43:30 Min., Buch und Regie: Günter Schilhahn, Produktion: Edit Park, ORF, 3sat, Erstsendung: 28. November 2012 bei 3sat, Inhaltsangabe von 3sat.

## Auszeichnungen
- 2021: Prix Charbonnier[8] der Alliance française